# Gillet Herstal

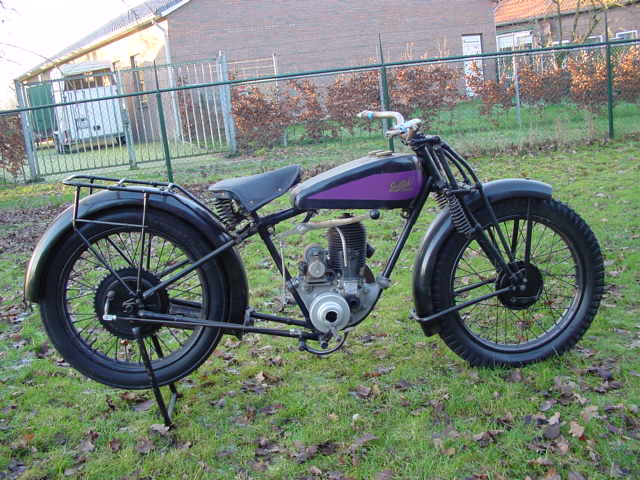
Gillet 1928 "Tour du monde"

Gillet Herstal foi uma fabricante de motocicletas e automóveis da Bélgica, com base em Herstal.

## História
Iniciando em 1919 com a produção de motocicletas, a Gillet Herstal encerrou suas atividades em 1959.
De 1928 a 1929 a Gillet Herstal produziu um supermini de três rodas equipado com um motor de motocicleta. Em 22 de setembro de 1929 em Malle, um destes veículos obteve o recorde de velocidade em terra na categoria Ciclocarro 500, com a velocidade de 117,647 km/h.